# Émile Courtier
ʽÉmile Courtier’ est un cultivar de rosier obtenu avant 1837 par le rosiériste de Gentilly, Portemer père, et introduit au commerce en 1837 par Victor Verdier. C'est un rosier historique à 'origine d'une lignée de plusieurs variétés de rosiers Bourbon. Ce sont notamment 'Dupetit-Thouars' (1844, rouge cramoisi), 'Joséphine Garnier', 'La Gracieuse' (1845, rose lilas), 'Madame Soupert'.

## Description
Ce rosier Bourbon présente des fleurs moyennes de couleur rose aux nuances lilas très pleines (26-40 pétales), fleurissant en petits bouquets; elles sont plutôt plates et sont remontantes et exhalent un parfum capiteux. Le buisson est de forme compacte avec des rameaux très épineux et un feuillage vert foncé.
Ce rosier résiste à des températures de l'ordre de -15° C.
Il semble que cette variété ait disparu aujourd'hui. 

## Descendance
'Émile Courtier' a donné naissance au célèbre rosier Bourbon 'Louise Odier' (Margottin, 1851).